# 联苯胺重排反应
联苯胺重排反应即1,2-二芳基肼类经[5,5]σ迁移反应重排为4,4'-二氨基联苯的反应。生成联苯胺的反应由 Н.Н. Зининым 在1845年发现，因此得名。

## 概述
重排在强酸存在下进行，4,4'-二氨基联苯是主要产物：
反应也产生2,2'-和2,4'-二氨基联苯。当对位有不易脱落的取代基时，也产生2-和4-氨基二苯胺。
反应产物和动力学受芳环上取代基的影响。有些取代基（特别是受电子基）可脱落，容易程度从 SO3H, СО2Н > RC(O), Cl > OR 递减。N-叔酰胺 RC(O)NR、仲氨基 -NR2 与烷基不脱落。
重排也可在惰性溶剂与80-130°C的无酸条件下发生（热重排）。溶剂极性越强，重排也越快。不过热重排的区域选择性不如酸催化的重排。
芳环有一个对位被封闭时，重排得对半联苯胺。两个对位都被封闭，则得邻半联苯胺。

R= 卤，烷基，烷氧基，氨基，二甲氨基

## 反应机理
反应是分子内的，用不同的二芳肼进行反应，不得到交叉产物。动力学实验则显示反应速率对二芳肼为一级，对质子则为二级。
r=k[1,2-二芳肼][H+]2
机理中，首先两个氮被质子化，后发生[5,5]σ迁移反应重排，得到的4,4'-二亚胺联苯再去质子，得产物。

## 应用
可用于芳香二胺的合成。反应原料1,2-二芳肼很易从重氮偶联制得。